# سایه‌ها در بهشت
سایه‌ها در بهشت (فنلاندی: Varjoja paratiisissa) فیلمی درام، کمدی و هنری به کارگردانی آکی کائوریسماکی است که در سال ۱۹۸۶ منتشر شد.
این اولین فیلم از سه‌گانه کوریسماکی شامل فیلم‌های سایه‌ها در بهشت، آریل و دختر کارخانه کبریت‌سازی است که در آن به طبقه کارگر می‌پردازد.

## بازیگران
- متی پلونپا
- کاتی اوتینن
- ساکاری کوسمانن
- آکی کائوریسماکی
- ماتو والتونن